# Michail Čyhir
Michail Mikalaevič Čyhir (in bielorusso Міхаіл Мікалаевіч Чыгір?; in russo Михаи́л Никола́евич Чиги́рь?, Michail Nikolaevič Čigir; Usovo, 24 maggio 1948) è un politico bielorusso.

## Biografia
È stato Primo ministro della Bielorussia dal luglio 1994 al novembre 1996.
Dal 1996 si è dimesso in segno di protesta contro gli sforzi del presidente Aljaksandr Lukašėnka di esercitare un'autorità illimitata sul Paese. In seguito è stato tra i firmatari della Carta 97, una dichiarazione che chiedeva democrazia in Bielorussia e più attenzione verso i diritti umani.
Nel marzo 1999 Čyhir è stato arrestato dalla polizia del Governo bielorusso, con l'accusa di aver sottratto ingenti somme di denaro che riguardavano prestiti stanziati dalla banca nazionale. Ma il suo arresto ha ricevuto reazioni negativi da parte dei Governi di tutto il mondo e il suo rilascio è stato richiesto dal Dipartimento di Stato degli Stati Uniti d'America, dall'Unione europea, dall'Organizzazione per la sicurezza e la cooperazione in Europa e da Amnesty International. La sua condanna è stata sospesa nel maggio 2000.